# Nəsimi
Nəsimi – stacja na linii 2 bakijskiego metra, położona między stacjami Memar Əcəmi i Azadlıq prospekti.

## Historia
Nəsimi to płytka stacja kolumnowa. Prace budowlane rozpoczęto w 2006 roku, a ukończono 8 października 2008 r.